# Maternitat (Juli González)
L'obra Maternitat de l'artista Juli González va ser creada l'any 1906 i és la seva primera pintura a l'oli. La maternitat en ella representa el prototip de la pagesa catalana i encarna la visió única de l'artista de la imatge femenina. També és un dels molts intents que ha fet l'autor en la seva carrera. Actualment al Museu Nacional d'Art de Catalunya.

## Descripció formal
Al primer pla d'aquesta obra apareix una pagesa vestida amb un vestit i un xal blanc, que sosté nens petits als braços. L'expressió és indiferent, amb un deix de malenconia. El fons és un edifici blanc contra el cel blau i els núvols blancs. Hi ha un bosc verd davant de l'edifici amb una tanca al voltant. Òbviament és en un poble.

## Inscripcions o marques
A l'angle inferior dret de l'obra apareix la signatura de l'autor “J. González.”
El revers està escrit a mà per Roberta González: "Maternité/ Vers /1906 - 12/ Julio González / Roberta González [rubricat]".

## Història de l’obra
Aquesta obra va ser creada el 1906 quan l'autor tenia 30 anys. A partir de principis del segle XX es van començar a crear un gran nombre de pintures relacionades amb els temes de les “dones camperoles” i “l'amor maternal”. Les seves obres aborden temes realistes relacionats amb la consciència social.
L'obra va ser donada al MAM (avui MNAC) el 1972 per Roberta González.